# صراع في الوادي (فلم)
صراع في الوادي فيلم مصري من إنتاج جبرائيل تلحمي عام 1954. بطولة فاتن حمامة، عمر الشريف، زكي رستم وفريد شوقي. ومن إخراج يوسف شاهين.

## قصة الفيلم
تدور أحداث الفيلم في صعيد مصر قبل ثورة 23 يوليو ... حيث يساعد المهندس الزراعى أحمد ابن ناظر الزراعة الفلاحين في تحسين نوعية القصب مما أدى إلى تحسن نوعية الإنتاج فتتعاقد شركة السكر معهم بدلا من الباشا الإقطاعي مما يثير غضبه ويتآمر مع ابن أخيه رياض على تدمير محاصيلهم عبر فتح السد وإغراق المزروعات. يتآمر رياض ويقتل الشيخ عبد الصمد ويتهم صابر ناظر الزراعة والد أحمد الذي يرتبط بعلاقة عاطفية مع آمال ابنة الباشا. يطارد سليم ابن القتيل المهندس الزراعي طلبا للثأر. يحاول أحمد إثبات براءة والده لكنه يفشل، ويتم إعدام صابر.
تتأزم الأحداث عندما يرفض الباشا زواج ابنته من رياض؛ مما دفع رياض للتهديد بإبلاغ البوليس. يقوم رياض بقتل عمه. ويعترف الباشا بجرائمه قبل أن يموت ويتم القبض على رياض.

## طاقم التمثيل
- فاتن حمامة: (آمال)
- عمر الشريف: (أحمد)
- زكي رستم: (الباشا)
- فريد شوقي: (رياض)
- عبد الوارث عسر: (صابر)
- حمدي غيث: (سليم)
- عبد الغني قمر: (حسان)
- منسي فهمي: (الشيخ)
- محسن حسنين
- رفيعة الشال
- أحمد الجزيري
- زكي إبراهيم
- أحمد أباظة
- إبراهيم جكلة
- سراج الدين جمعة (طفل)

## فريق العمل
- إخراج: يوسف شاهين
- قصة: حلمي حليم
- سيناريو وحوار: علي الزرقاني
- إنتاج: جبرائيل تلحمي
- توزيع: جبرائيل تلحمي
- مونتاج: كمال أبو العلا
- موسيقى تصويرية: فؤاد الظاهري
- مدير التصوير: أحمد خورشيد

## وصلات خارجية
- مقالات تستعمل روابط فنية بلا صلة مع ويكي بيانات